# Chuyến bay 867 của KLM
Vào ngày 15 tháng 12 năm 1989, Chuyến bay 867 của KLM (KL867/KLM867), trên đường từ Amsterdam đến Sân bay quốc tế Narita, Tokyo, buộc phải hạ cánh khẩn cấp xuống Sân bay quốc tế Anchorage, Alaska, khi cả bốn động cơ đều hỏng. Chiếc Boeing 747-400, chưa đầy sáu tháng tuổi vào thời điểm đó, đã bay qua một đám mây tro núi lửa dày đặc từ Núi Redoubt, đã phun trào một ngày trước đó. Hậu quả làm cho 8 con đại bàng Châu Phi và 5 con rùa quý hiếm đã chết do ngạt khói .
Chiếc máy bay này do cơ trưởng Karl Van Der Elst, 51 tuổi và cơ phó Imme Visscher. Cả hai đều có kinh nghiệm lần lượt là 13000 giờ bay và 7600 giờ bay, trong đó có 100 giờ bay của cơ trưởng trên Boeing 747

## Máy bay
Chiếc máy bay trong sự cố là Boeing 747-406M, số sêri 23982, và được đăng ký là PH-BFC. Khi gặp sự cố, máy bay chỉ mới gần 6 tháng tuổi. Chiếc 747 này được trang bị  4 động cơ General Electric CF6-80C2B1F.